# Річки Якутії

Басейн Лени

Річки Якутії — система річок у Якутії (Росія).

## Географія
Велика частина території республіки (близько 65 %) лежить в північній частині басейну Лени. Решта території належить до басейнів інших великих річок, що впадають в моря Північного Льодовитого океану — Анабара, Оленька, Яни, Індігірки, Колими та ін.
Лена служить господарським стрижнем республіки і разом зі своїми головними притоками — Алданов і Вілюя — утворює основну систему її водних шляхів.
Десять найбільших річок Якутії
| Річка     | Витрата води (м³ / с) | Довжина (км) | Площа басейну (км²) |
| Лена      | 16 350                | 4400         | 2 490 000           |
| Алдан     | 5060                  | 2273         | 729 000             |
| Колима    | 3800                  | 2129         | 643 000             |
| Вітім     | 2000                  | 1978         | 225 000             |
| Олекма    | 1950                  | 1436         | 210 000             |
| Індигірка | 1570                  | 1726         | 360 000             |
| Вілюй     | 1468                  | 2650         | 454 000             |
| Оленьок   | 1210                  | 2292         | 219 000             |
| Яна       | 925                   | 872          | 238 000             |
| Анабар    | 498                   | 939          | 100 000             |

Залежно від умов формування режиму розрізняють рівнинні, гірські, озерні, болотні, річки, а в залежності від розміру — великі, середні та малі. До великих належать річки, що протікають в межах декількох географічних зон (Лена, Яна, Індигірка, Колима, Оленьок). Умовно до категорії великих річок належать рівнинні річки, які мають площу водозбору більше 50 тис. км². В Якутії 23 річки мають водозбір більше цього критерію. В середньому річка протікає в межах однієї географічної зони; умовно до цієї категорії відносяться рівнинні річки, які мають площу водозбору в межах від 2 до 50 тис. км². Річки, що мають стік протягом усього року або короткочасно перериваються за рахунок виснаження запасів води з площею водозбору в 1-2 тис. км², належать до малих річок.
Річкова мережа Якутії належить до басейнів морів Лаптєвих і Східно-Сибірського. На території регіону протікає майже пів мільйона річок загальною довжиною понад 1,5 млн км. Всі великі річки у верхній течії мають гірський характер, в середній — перехідний гірничо-рівнинний, а в нижній течії зазвичай виходять на великі заболочені низовини і стають типовими рівнинними річками. У живленні річок беруть участь снігові і дощові води і в меншій мірі льодовики, криги і підземні води.